# 제조마 비나이
제조마 조조 카바우아탄 비나이(필리핀어: Jejomar Cabauatan Binay, 1942년 11월 11일~ )는 필리핀의 정치인이며, 속칭 조조 비나이라고 불린다. 필리핀의 15대 부통령 역임했으며, 마카티 시장을 역임했다. 또한 필리핀 야당 연합 (UNO)과 중도 좌파 정당 PDP-Laban (Partido Demokratiko Pilipino-Lakas ng Bayan)의 총수, 아시아 태평양 스카우트 위원회 의장, 필리핀 보이 스카우트 회장이다.

## 역대 선거 결과
| 선거명      | 직책명        | 대수 | 정당                      | 득표율 | 득표수       | 결과 | 당락 |
| ----------- | ------------- | ---- | ------------------------- | ------ | ------------ | ---- | ---- |
| 2010년 선거 | 필리핀 부통령 | 15대 | 필리핀 민주당 - 인민의 힘 | 41.65% | 14,645,574표 | 1위  |      |
| 2016년 선거 | 필리핀 대통령 | 16대 | 연합국민동맹              | 12.73% | 5,416,140표  | 4위  | 낙선 |